# پرچم رومانی
پرچم رومانی برای اولین بار در ۲۶ ژوئن ۱۸۴۸ به رسمیت شناخته شد. به‌عنوان‌ پرچم ملی و نشان ملی شناخته می‌شود و همچنین دارای تناسب ۲:۳ می‌باشد. این پرچم دارای سه رنگ قرمز و زرد و آبی است. پرچم رومانی کاملا مشابه پرچم چاد است.